# Crkva Blažene Djevice Marije u Zaraću
Crkva Blažene Djevice Marije je crkva u Zaraću.
To je jednobrodna građevina s pravokutnom apsidom, sagrađena u drugoj polovici 16. stoljeća. Nalazi se na vrhu poluotoka koji se strmo izdiže iz mora ispod mjesta Zaraće, jugoistočno od grada Hvara. Crkva je usmjerena u pravcu istok-zapad. Izvorno je bila pustinjačka crkva obdarena od obitelji Berislavić u 17. stoljeću. Inventar crkve prenesen je u Hvar, a među predmetima se posebno ističe italo-kretska ikona Bogorodice s djetetom.

## Zaštita
Pod oznakom Z-7415 zavedena je kao nepokretno kulturno dobro - pojedinačno, pravna statusa zaštićena kulturnog dobra, klasificirano kao "sakralna graditeljska baština".